# メイ・ヤング
ジョーニー・メイ・ヤング（Johnnie Mae Young、1923年3月12日 - 2014年1月14日）は、主にWWEなどで活躍したアメリカ合衆国の女子プロレスラー。
1939年にデビューして以来、同年代のファビュラス・ムーラとともに長きにわたり活躍を続け、2008年にはWWE殿堂入りを果たす。ムーラ亡き後もWWEで元気な姿を見せるなどファンを楽しませていた。

## 来歴
少女期にアマチュアレスリングの選手として男子に混じって活躍。一方でソフトボール選手としても全国チャンピオンに輝いた。
高校在学中の1939年にプロレスラーデビュー。ミルドレッド・バークに挑んだ。
戦後の1951年、NWAフロリダ女子王座獲得。
1954年、バークとともに来日。蔵前国技館で日本初の女子プロレス興行を開いた。
1956年、NWA世界女子王座を懸けたバトルロイヤルに出場したが獲得ならず（王座獲得はファビュラス・ムーラ）。
1968年、NWA全米女子王座を獲得。
1999年9月9日のスマックダウンでWWE（当時はWWF）初登場。以来、WWEのリングにスポットながら上がり、ビンス・マクマホンを困らせるコメディスキットでWWEを盛り上げた。2000年にはミス・ロイヤルランブルに出場。孫ほど年の離れたディーバたちを抑えて優勝。
その後もスキット等に度々登場したり、WWEの番組内で誕生日が祝われたりしている。
2008年、WWE殿堂に表彰される。
2014年1月14日に亡くなった。
2017年に彼女の名前を冠した女子選手のトーナメント大会WWEメイ・ヤング・クラシックを開催。

## 入場曲
- 1965 (Steve Vaus)
- Oh Baby!

## 得意技
- エルボードロップ
- ブロンコバスター

## 獲得タイトル
- NWAフロリダ女子王座：1回
- NWA全米女子王座：1回
- NWA世界女子タッグ王座：1回（パートナーはエラ・ワルデク）
- WWE殿堂：2008年度（インダクターはパット・パターソン）
- 名誉WWEディーヴァズ王座（2013年に90歳の記念としてビンス・マクマホンから授与される）

## 特筆事項
- WWEメイ・ヤング・クラシック - 2017年に開催された彼女の名前を冠したトーナメント。